# Mile High Stadium
Mile High Stadium (do 1968 roku Bears Stadium) – był stadionem w Denver w amerykańskim stanie Kolorado. Działał w latach 1948-2001, a w 2002 roku został zburzony. W obiekcie odbywały się głównie mecze koszykówki oraz futbolu amerykańskiego, a także koncerty oraz wydarzenia rozrywkowe. Był on również stadionem domowym takich drużyn jak m.in.: Denver Broncos, Colorado Rockies i Colorado Rapids. 29 maja 1969 roku wystąpił tu Jimi Hendrix, był to ostatni występ grupy The Jimi Hendrix Experience w oryginalnym składzie.
Stadion został wybudowany dla drużyny Denver Bears w 1948 roku i oryginalnie składał się z 17.000 miejsc. Jego pojemność była co jakiś czas zwiększana poprzez rozbudowy obiektu, aż w 1986 wyniosła 76.273 miejsc.
W 2001 roku Mile High Stadium został zamknięty po tym jak drużyny Denver Broncos i Colorado Rapids przeniosły się na położony nieopodal stadion Invesco Field at Mile High. W styczniu 2002 roku rozpoczęło się wyburzanie budynku, które transmitowane było przez lokalną telewizję. Za wyburzenie odpowiedzialna była Spirtas Wrecking Company, która wcześniej wyburzyła takie stadiony jak St. Louis Arena, Three Rivers Stadium oraz Kingdome. Cały proces trwał około trzy miesiące i zakończył się 17 kwietnia 2002 roku. Na powstałym obszarze utworzony został parking stadionu Invesco Field.